# رودلف كيلر
رودلف كيلر (بالألمانية: Rudolf Keller)‏ هو لاعب شطرنج ألماني، ولد في 16 يونيو 1917، وتوفي في 28 نوفمبر 1993 في درسدن في ألمانيا.

## وصلات خارجية
- رودلف كيلر على موقع مباريات الشطرنج (الإنجليزية)
- رودلف كيلر على موقع 365Chess.com (الإنجليزية)
- رودلف كيلر على موقع Chesstempo.com (الإنجليزية)